# Jimmy Walter
James (Jimmy) W. Walter, Junior (Fort Erie, 1947) è un imprenditore e teorico della cospirazione statunitense.
Ufficialmente coinvolto nel 9/11 truth movement, è noto per aver finanziato degli spot televisivi per chiedere la riapertura delle indagini sugli attentati dell'11 settembre 2001 e per aver offerto premi in denaro a chiunque fosse capace di dimostrare che il World Trade Center sia stato distrutto senza l'uso di esplosivi.

## Biografia
Walter è il più grande dei due figli di James W. Walter, Sr., costruttore e industriale di Tampa (Florida). Specializzato in matematica e scienze, ha completato la sua istruzione all'Asheville School in Carolina del Nord, gli fu offerto il dottorato alla Università del North Carolina, ma lo rifiutò per specializzarsi in economia per volontà del padre.
Walter si è laureato in business administration alla Università del North Carolina nel 1969, e ha lavorato con il padre per due anni. L'influenza politica del padre gli ha permesso di entrare nelle riserve dell'Air Force e di stare lontano dal fronte nella guerra del Vietnam; diventò ufficiale e servì gli USA per quattro anni.
Dopo aver lasciato le Walter Industries, Walter ha vissuto a New York, Hong Kong, e Tampa. Nel tempo ha cambiato diversi lavori per diverse industrie, comprese le pubbliche relazioni per un'impresa finanziaria a New York, e ha fondato diverse società. Ha vissuto come un playboy, facendo uso di alcol e cocaina, fino agli inizi degli anni '80, quando ha cambiato stile di vita rinunciando alla cocaina e alle sigarette con l'aiuto della Rational Emotive Behavior Therapy, ideata dal dottor Albert Ellis. All'età di 35 anni, a Walter fu diagnosticata la sindrome di Tourette che lo ha reso inquieto e frenetico. È descritto come un personaggio irruente, ma di solito è in grado di contenere i suoi scatti d'ira.
Il 28 maggio, del 1991, Walter e Jack Edwards ha scritto a quattro mani Banzai, You Bastards (ISBN 0-285-63027-X), la storia degli abusi subiti da Edwards in un campo di prigionia giapponese durante la seconda guerra mondiale.
Quando suo padre è morto nel gennaio del 2000, Walter ha ereditato una fortuna calcolata attorno ai 7–14,3 milioni di dollari; lui dice 11 milioni. Molti dei quali sono stati spesi per le sue iniziative. Non riceve più uno stipendio, ma introiti dai suoi investimenti.
Dal gennaio 2005, Walter vive, in un esilio autoimpostosi, a Vienna in Austria, dopo essere stato attaccato e minacciato a causa delle sue campagne d'opinione.

## Organizzazioni No-profit
All'inizio degli anni novanta, Walter con l'aiuto di un fondo monetario e con un investimento personale di 3 milioni di dollari ha fondato Life Skills Foundation, un centro di qualificazione professionale e di orientamento per exdetenuti in Florida. Il progetto ebbe buoni risultati, ma fu chiuso per i tagli all'economia voluti dal governatore.
Walter è anche il fondatore della "Walden Three", una fondazione educativa non-profit a Santa Barbara, in California dove si elaborano idee per uno sviluppo urbano e ambientale sostenibile.

## Campagna anti-guerra
Walter si oppose alla guerra del Vietnam, cosa che fu fonte di discussioni con suo padre, ma non mai ha usato i suoi soldi per agire nei confronti di questa sua convinzione. Il 27 febbraio 2003, Walter ha speso US$125,000 per comprare una pagina intera sul New York Times dove attaccava la giustificazione del segretario di Stato Colin Powell che dava il via libera all'invasione dell'Iraq.
Walter ha creato un disegno che ritrae George W. Bush come una scimmia "Chicken-Hawk-In-Chief" che è stato poi applicato su t-shirts, sweatshirts, e su un intero costume. Nel maggio 2004, a Williamstown nel Vermont uno studente è salito all'onore della cronaca nazionale per aver indossato, in una scuola di Williamstown, una delle t-shirt create da Walter. Gli fu intimato di coprire le parti del disegno che mostrano Bush mentre beve alcol e sniffa cocaina. Il 30 agosto 2006, la seconda corte d'appello distrettuale ha sentenziato che la scuola sbagliò a censurare la maglietta, ed il 26 giugno 2007 la Corte suprema degli Stati Uniti ha rigettato l'appello, lasciando invariata la sentenza.

## Campagna "Reopen 9/11"
Nell'Ottobre 2004 Walter avvia la sua campagna d'opinione sugli attentati dell'11 settembre 2001, con l'acquisto di pagine intere sul New York Times e sul Wall Street Journal, e spot televisivi della durata di 30 secondi sulla CNN, su Fox News, e ESPN. Nei quali si affermava che nessun aereo impattò il Pentagono, e che l'edificio 7 del World Trade Center fu demolito con esplosivi dall'interno. Si richiedeva una nuova inchiesta su cosa accadde negli attentati dell'11 settembre 2001, e rimandava gli spettatori al sito internet reopen911.org. Associato alla campagna, Walter finanziava, sempre nell'Ottobre 2004, un sondaggio alla Zogby, il cui risultato provò che il 66% dei residenti di New York chiedevano un'inchiesta più approfondita riguardo agli eventi dell'11 settembre. Walter disse che aveva cominciato la campagna per influenzare le elezioni presidenziali contro George W. Bush.
L'idea di Walter è che i dirottatori degli aerei furono sostituiti da dei droni comandati a distanza che si schiantarono contro il World Trade Center e contro il Pentagono, e che i palazzi furono rasi al suolo con esplosivi posizionati prima del giorno degli attentati, per creare il pretesto per l'invasione statunitense dell'Afghanistan del 2001 e l'invasione dell'Iraq del 2003. Walter non ha ancora esposto una valida teoria sulla fine che abbiano fatto i passeggeri degli aerei dirottati. Sul sito web, Walter offriva 10 000 $ per la spiegazione matematica di come sia possibile che le torri del World Trade Center siano collassate per il fuoco e l'impatto, come riporta il Rapporto della Commissione sull'11 settembre. Nel 2005, il premio è salito a 1 000 000 $ per la prova che non siano stati usati esplosivi nel collasso del World Trade Center.
Il 10 novembre, e l'11 novembre 2004, Walter apparve nel corso del programma della CNN Anderson Cooper 360°, dove dibatteva con il giornalista Gerald Posner sul clamore suscitato dalla sua campagna d'opinione. Il 9 maggio 2005, Walter partecipò a "Conspiracy Theories" episodio del programma Showtime sulla televisione via cavo Penn & Teller: Bullshit!,
Nel dicembre 2004, Walter stimò che il costo totale della campagna era arrivato ad oltre i 3 milioni di dollari; mentre nel dicembre 2005 era salito a 5.5 milioni.
Nel mese di maggio 2005, Walter finanziò un tour europeo di conferenze per William Rodriguez
e per il suo avvocato nella causa Rodriguez contro Bush, Philip Berg. Rodriguez sostiene che lui aveva salvato centinaia di persone nel World Trade Center che erano state intrappolate dietro le porte antincendio chiuse.
Nel 2006, Walter andò in Malaysia con Rodriguez, per partecipare a una conferenza con Michael Collins Piper. Rodriguez e Walter sono stati anche in Venezuela.

### Confronting the Evidence
Nel 2005 Walter ha prodotto un documentario video intitolato Confronting the Evidence e ne ha distribuito gratis oltre 300,000 copie su DVD, Confronting the Evidence è stato trasmesso su Rai 3 il 24 settembre 2006 alle 21:00, durante il programma Report.